# Patito feo
Patito feo (em Portugal: O Mundo de Patty) é uma telenovela argentina produzida por Ideas del Sur e Televisa e exibida pelo Canal 13 entre 10 de abril de 2007 e 3 de novembro de 2008. Em Portugal, a telenovela foi exibida pela SIC em 2009 e pelo Panda Biggs no mesmo ano.
De autoria de Mario Schajris e Marcela Citterio, contou com direção de Jorge Montero, Javier Pérez e Diego Suárez e produção executiva de Marcelo Tinelli.
A trama foi protagonizada por Laura Natalia Esquivel, Griselda Siciliani e Juan Darthés, e antagonizada por Brenda Asnicar e Gloria Carrá.

## Sinopse

### Primeira temporada
No início da história, Carmen (Griselda Siciliani) e sua filha Patricia (Laura Natalia Esquivel), conhecida simplesmente por "Patito" (na América Latina, Pato é apelido natural para o nome Patrícia) ou "Patty", vivem na cidade de San Carlos de Bariloche. Patito se apaixona por Matias (Gastón Soffritti), no qual chega de férias da cidade de Buenos Aires. Ela põe o nome do seu cachorrinho de Matías, também. Pouco depois, ambas viajam para Buenos Aires para uns estudos médicos. Ali, Patito encontra por casualidade com o diretor do hospital, Leandro Díaz Rivarola (Juan Darthés). Ambas ficam na cidade para realizar um tratamento à Patito. Apesar das intenções de Leandro de retomar sua relação com Carmen, o reencontro de ambos se dificulta por Blanca (Gloria Carrá), a noiva de Leandro que tenta casar-se com ele por interesse. Sua filha, Antonella (Brenda Asnicar) vai a mesma escola que entra Patty, e era a namorada de Matías. Assim, se geram relações antagônicas entre Carmen e Blanca, e entre Patty e Antonella. Esta última dirige um grupo de coreografias escolares, "As Divinas". Patty se une a um grupo rival que se forma na mesma escola, "As Populares".

### Segunda temporada
No início da segunda temporada, Carmen está grávida de Leandro. A gravidez de Carmen e o posterior nascimento do seu filho, os leva a contratar uma babá, Socorro. Ao ver as brigas de Patty e Antonella, ela tenta lhes dar humildade e realiza uma troca de corpos entre as duas. No entanto, Antonella se aproveita da situação para prejudicar Patty: estando em seu corpo, beija a Guido, em momentos que Matias e José os viram, para que se zanguem com Patty. Jose sofre um acidente de carro, causado por Guido, e Gonzalo se faz passar por cego pelo amor de Josefina. Tamara, decepcionada pela traição de Patty, adota uma estética metaleira. A troca de corpos reverte-se só um tempo depois.
Logo entram na trama Francisca e sua filha, Bárbara, que ocupam os papéis de vilãs da novela. Francisca obtém uns documentos e envia-os a Blanca. Sendo o par atual do pai de Antonella, elas se instalam na sua casa. Francisca trata de obrigar a Antonella a fazer de Bárbara uma estrela como ela. Francisca aproveita-se do facto de ter tido um relacionamento com Leandro para tentar enganá-lo e convencê-lo de que é o pai biológico de Bárbara. No entanto, Leandro não acredita nisso, e Bárbara se nega a realizar qualquer exame de DNA, mas Antonella pega numa mecha de cabelo de Bárbara com a qual Leandro descobre que não é sua filha, e que tudo foi uma mentira de Francisca. 
Um tempo depois, Francisca descobre que Socorro é feiticeira, e para se vingar decide contratar seu próprio feiticeiro. Seu primeiro feitiço foi para que Carmen e Leandro se tornassem pessoas realmente insuportáveis, o que faz Leandro perder a sua fortuna. O segundo feitiço foi o pior, e fez com que Leandro perdesse a sua memória e pense que é um homem chamado Pablo Lopez. Aí, Francisca decide enviá-lo em uma viagem de avião, mas durante a viagem acontece um acidente, e o avião cai numa ilha perdida. Nessa ilha, Leandro conhece uma mulher que ali esteve durante os últimos 15 anos, chamada Ana (Paula Robles), e apaixona-se por ela. Francisca toma conhecimento e pensa que ele havia morrido, e decide ir com sua filha para outro país. 
Enquanto Antonella vai com seu irmão, Facundo, a Espanha, para ver seu pai e deixa o seu namorado, Bruno, a cargo de Patty, para que ela cuide dele. Ana trata de ajudar Leandro a recuperar a sua memória, e como ela não sabia seu nome, o apelidou de "Mono".
Quando volta de Espanha, Antonella está furiosa com Patty e Bruno, porque suas amigas Pia e Luciana lhe enviaram fotos deles abraçando-se, para que Antonella não seja amiga de Patty e forme um grupo com elas. Mas na realidade, Bruno abraçou Patty porque ela estava triste com a perda de seu pai. Caterina queria contar a verdade a Antonella, mas suas amigas lhe ameaçaram com que se ela contasse algo a Antonella, elas iriam deixar de ser suas amigas.
Depois de ser resgatado da ilha por um helicóptero, Leandro entra num bar e vê uma menina cantando e pedindo pela aparição de seu pai. Esta menina é Patty, mas ele não a reconhecia. Ele pede para voltar à selva e que Ana volte com ele, mas não é fácil convencê-la. 
Quando vão buscar Leandro para o levarem de volta, ele despede-se de Ana, mas ela também é levada. Quando a polícia os confunde com ladrões e eles têm de fugir de Buenos Aires, Leandro encontra trabalho na parte de manutenção do Zoológico, onde Gonzalo o vê, e vai falar imediatamente a Patty. Quando Patty vai buscá-lo, ela não o encontra mais ali. Ana e Leandro foram a casa de uma amiga de Ana, que lhes deu um lugar para ficar, no entanto Patty descobre o paradeiro de Leandro. Uns dias depois, Leandro descobre um centro de ajuda para recuperar memória, no qual encontra Blanca, que está lá por acaso. Ela o reconhece e lhe faz pensar que ela é sua esposa e que ele tem dois filhos. Ela o conduz a sua casa e o mantém sem sair, para não ser visto por Carmen e Patty. Ela consegue conquistar Matias, saber quem é o seu pai e ser uma cantora famosa, tudo isto graças a nunca ter desistido de alcançar os seus sonhos!

## Elenco
- Laura Natalia Esquivel - Patricia "Patty"
- Juan Darthés - Leandro
- Griselda Siciliani - Carmen
- Brenda Asnicar - Antonella
- Carlos Issa - Roberto Lamas
- Gastón Soffritti - Matias
- Eva Quattrocci - Tamara
- Santiago Talledo-Guido
- Thelma Fardin - Josefina Beltrán
- Roberto Dela Dia - Joaquín Díaz Rivarola Castro
- Marcela López Rey - Inés Bustos Orondo de Díaz Rivarola
- Nicolás D'Agostino - Francisco "Chicho" Ginóbili/Eugenio Barcaroli
- Cristina Bertowi - Ana Ginóbili
- María Berecoechea - Sol
- María Belén Berecoechea Belén
- Camila Salazar - Caterina
- Camila Outon - Pía
- Nicole Luis - Luciana
- Fabiana García Lago - Socorro Bernardi
- Mimí Ardú - Susana Gibelez Agubert de Bernardi
- Olivia Molina - Felicitas
- Gloria Carrá - Blanca
- Matías Alé - Fito Bernardi
- Rodrigo Guirao Díaz - Nicólas
- Rodrigo Velilla - Felipe Sánchez
- Vanesa Gabriela Leiro - Martina Castro Crelisi
- Juan Manuel Guilera - Gonzalo
- Andrés Ricardo Gil - Bruno
- Brian Vainberg - Facundo
- Martina Stoessel - Martina
- Nicolás Torcanowsky - Santiago Peep
- Nicolás Zuviría - Alan Luna
- Andrés Gil - Bruno Molina
- Brenda Chichlowsky - Wendy
- Julia Middleton - Guadalupe Soria
- Calu Rivero - Emma Taylor

## Controvérsias
A novela foi criticada por grupos de pais e professores, que diziam que ela iria promover a discriminação, e que em vários casos as meninas imitariam a linguagem e as atitudes das "Divinas" ou formariam panelinhas semelhantes e que não deixariam entrar outras pessoas.
O programa mostra o modelo de "As Divinas" como negativo, privilegiando em vez das virtudes morais de "As Populares", embora não composto de crianças bonitas (de forma análoga às crianças do conto O Patinho Feio, que é vagamente baseado o projeto de o enredo do programa). No entanto, muitos fãs da Argentina, especialmente as adolescentes, preferiram seguir o modelo do vilão, como Antonella, a líder do grupo, reflete muito que as adolescentes argentinos queriam ser na época: bonita, fina e despreocupada. Especialistas apontam que a mensagem do programa foi mal interpretada pelo público da mesma, na sua maioria crianças e pré-adolescentes.

## Escândalo sexual
O ator Juan Darthés (Leandro) foi acusado por 3 atrizes de abuso sexual, sendo a mais grave feita por Thelma Fardin (Josefa) que o acusou de estupro em 2009 quando esta tinha apenas 16 anos.
Vários integrantes do elenco da novela declararam na mídia argentina que ele desrespeitava as mulheres do elenco. Existem rumores de que ele também estuprou uma figurinista da novela, bem como agrediu algumas atrizes do elenco. O ator é cidadão brasileiro por ter nascido em São Paulo e segundo a Constituição da República Federativa do Brasil por ser cidadâo brasileiro jus soli não poderá ser extraditado do país,e também não poderá ser julgado,pois a lei brasileira não tem tipificação para este tipo de acusação e brasileiro nato não pode ser extraditado de forma alguma. Vários integrantes do elenco também fizeram acusações e testemunharam contra Darthés.

## Exibição Internacional
Esta produção é ainda transmitida em vários outros países: Albânia, Bolívia, México, Colômbia, Chile, Chipre, Nicarágua, República Dominicana, Costa Rica, Uruguai, Panamá, El Salvador, Índia, Equador, Venezuela, Peru, Itália, França , Espanha e Portugal.

## Versões
- Atrévete a soñar foi a versão mexicana produzida por Luis del Llano para a Televisa em 2009 Foi protagonizada por Danna Paola, e Eleazar Gómez, e Vanessa Guzmán e René Strickler [4]